# Leonhard-Frank-Preis
Der Leonhard-Frank-Preis wurde 2007 bis 2015 jährlich vom Mainfranken Theater (MFT) Würzburg und der Leonhard-Frank-Gesellschaft verliehen.

## Geschichte und Modus
Der Preis war mit 4000 Euro dotiert und mit der Option einer Uraufführung am MFT verbunden. Er sollte zeitgenössische deutschsprachige Dramatik fördern und an die sozial-politische Aktualität des in Würzburg geborenen Autors Leonhard Frank erinnern. Unter tendenziell politischen Themenvorgaben zur Ausschreibung präsentierte das Mainfranken Theater in der "Langen Nacht der Autoren" dem Publikum drei Finalstücke in Form von szenischen Lesungen. Anschließend folgte eine Diskussion mit den Nominierten. Nach einer Schlussberatung kürte eine Jury unter Vorsitz des damaligen Intendanten Hermann Schneider das Siegerstück.
2016 wurde der Preis ausgesetzt.

## Würzburger Theaterskandal
Im Kontext der geplanten Uraufführung von Paul M. Waschkaus Gewinnerstück "Nacktes Leben... oder... Bei lebendigem Leibe"  kam es 2012 zum Würzburger Theaterskandal.
Mit Verweis auf die Homo-Sacer-Studien des italienischen Philosophen Giorgio Agamben hieß das Thema der Ausschreibung 2011 „Nacktes Leben“. Das nackte Leben ist das Leben, das bar jeden rechtlichen Schutzes ist. Waschkaus Gewinnerstück beschäftigt sich auf monodramatische Weise mit extremen Formen von Menschenrechtsverletzungen. Die Uraufführung war für den 16. Juni 2012 angesetzt. Drei Tage vor der Premiere wurde das Stück "zum Schutze des Publikums" vom Intendanten abgesetzt.
Dass ein preisprämiertes Theaterstück im Kontext einer politisch brisanten Thematik der Öffentlichkeit vorenthalten werden sollte, war in der bundesrepublikanischen Theatergeschichte singulär. Eine weitgestreute öffentliche Debatte setzte ein, von Zensur und Bevormundung war die Rede. Die am Preis beteiligte Leonhard-Frank-Gesellschaft protestierte und forderte eine Neuansetzung der Uraufführung. Intendant Hermann Schneider lobte zwar ausdrücklich die literarische Qualität des prämierten Textes wie die Inszenierungsarbeit des Regisseurs Dieter Nelles und Ensemble – verteidigte aber die ersatzlose Streichung. Das Stück kam nicht zur Aufführung. Der Autor stellte daraufhin den Text online und richtete zum Fall eine Materialseite „Nacktes Leben“ ein.

## Preisträger
- 2007 Sigrid Behrens – Unter Tage[8]
- 2008 Anna Gasujewaund und Sobo Swobodnik – Paradis ohne e
- 2009 Johanna Kaptein – BRD-Fragmente
- 2010 Julia Kandzoradas – In Neon
- 2011 Paul M. Waschkau – Nacktes Leben... oder... Bei lebendigem Leibe
- 2012 Sarah Trilsch – Ich und die Weltmeere. Weil die Tür vom U-Boot klemmte.[9]
- 2013 Heidi Fuchs – Ein trojanisches Kalb
- 2014 Ulrike Schäfer – Geheime Gesellschaft
- 2015 Karsten Laske – Terrorkind[10]